# National League North
La National League North, anciennement Conference North (également connue sous le nom de « Enterprise National League South » pour des raisons de parrainage avec Enterprise), est un championnat anglais de football organisé par la National League. Connue également sous le nom de The Vanarama National League North pour des raisons de parrainage, le championnat se classe au 6e niveau du système pyramidal anglais (2e niveau du National League System), au même niveau que la National League South.

## Histoire
Créée en 2004 sous le nom de Conference National North, après une restructuration profonde du National League System, la division est l'antichambre de la Conference National. Parrainée par différents sponsors depuis sa création, elle est renommée en 2015 à l'instar de la ligue organisatrice, la National League et de sa division éponyme.
- 2004-2007 : Nationwide (Nationwide North)
- 2007-2010 : Blue Square (Blue Square North)
- 2010-2013 : Blue Square Bet (Blue Square Bet North)
- 2013-2014 : Skrill (Skrill North)
- 2014-2015 : Vanarama (Vanarama North)
- 2015-2025 : Vanarama (Vanarama National League North)
- 2025-0000 : Enterprise (Enterprise National League North)

Originellement composée de 22 équipes, la Fédération Anglaise vote l'extension de la division à 24 équipes dès 2021; en raison de la pandémie de covid-19 et ses conséquences, cette mesure est décalée pour la saison 2022-23.

## Organisation

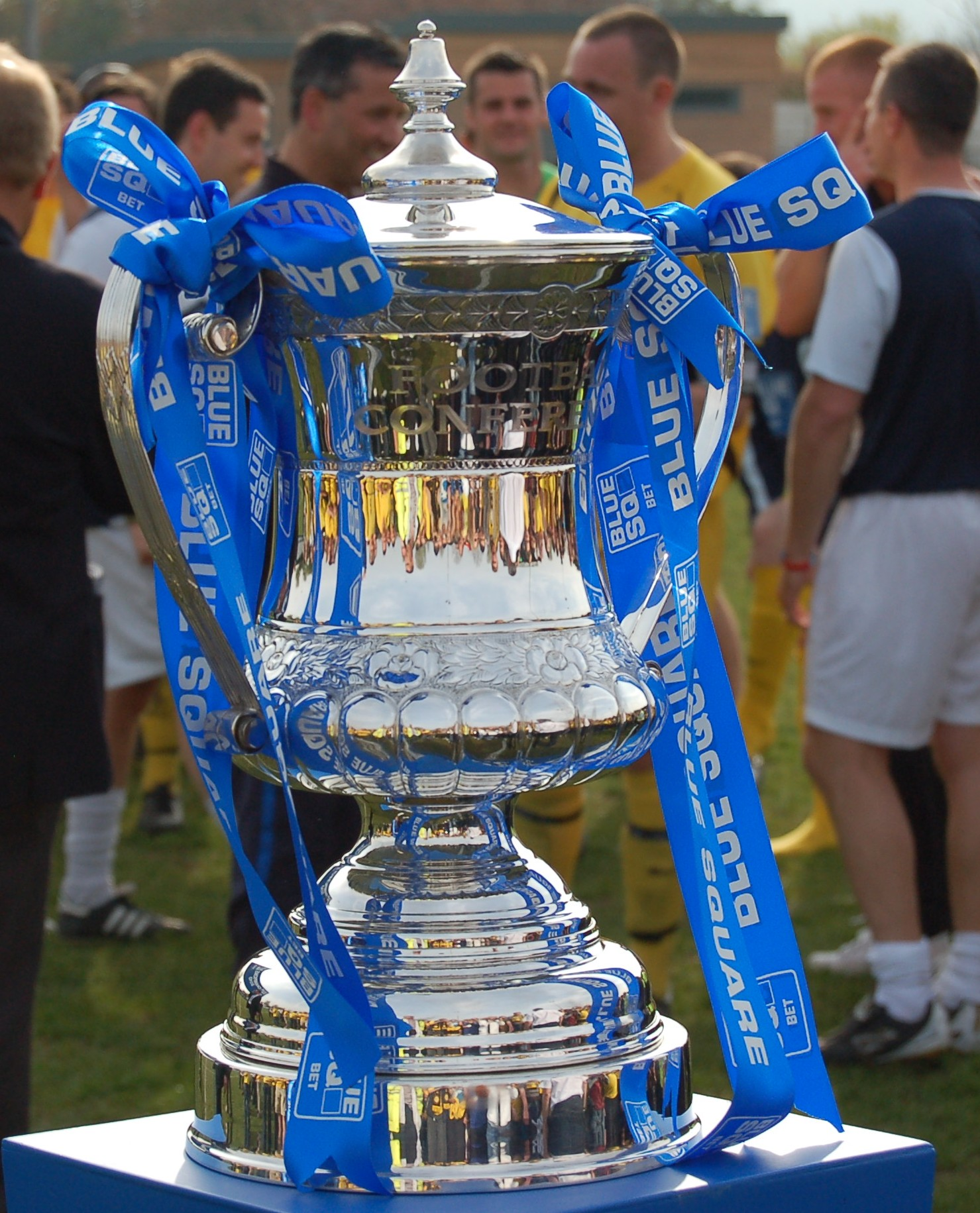
Trophée du champion.

Vingt-quatre équipes prennent part à ce championnat pour une saison. Le champion est directement promu en National League tandis que les équipes classés entre les deuxième et cinquième places s'affrontent en barrages pour obtenir le deuxième ticket pour l'accession. À partir de 2017, tandis que les 6e et 7e participent au premier tour, les deuxième et troisième sont directement qualifiés en demi-finale des play-offs. Les trois derniers clubs sont relégués au niveau 7 du système pyramidal, c'est-à-dire soit en Northern Premier League (Premier Division), Southern Football League Premier Division ou Isthmian League Premier Division, cela étant déterminé suivant la localisation des clubs.
|  | Quarts de finale | Quarts de finale | Quarts de finale  | Quarts de finale  |                  |                  | Demi-finales  | Demi-finales  | Demi-finales  | Demi-finales  |  |  | Finale         | Finale         | Finale         | Finale         |
|  |                  |                  |                   |                   |                  |                  |               |               |               |               |  |  |                |                |                |                |
|  |                  |                  |                   |                   |                  |                  | Terrain du 2e | Terrain du 2e | Terrain du 2e | Terrain du 2e |  |  | Terrain neutre | Terrain neutre | Terrain neutre | Terrain neutre |
|  |                  |                  |                   |                   |                  |                  | Terrain du 2e | Terrain du 2e | Terrain du 2e | Terrain du 2e |  |  | Terrain neutre | Terrain neutre | Terrain neutre | Terrain neutre |
|  |                  |                  |                   |                   |                  |                  | Terrain du 2e | Terrain du 2e | Terrain du 2e | Terrain du 2e |  |  | Terrain neutre | Terrain neutre | Terrain neutre | Terrain neutre |
|  |                  |                  |                   |                   |                  |                  | Terrain du 2e | Terrain du 2e | Terrain du 2e | Terrain du 2e |  |  | Terrain neutre | Terrain neutre | Terrain neutre | Terrain neutre |
|  |                  |                  |                   |                   |                  |                  | Terrain du 2e | Terrain du 2e | Terrain du 2e | Terrain du 2e |  |  | Terrain neutre | Terrain neutre | Terrain neutre | Terrain neutre |
|  | 2e               | 2e               | 0                 | 0                 |                  |                  |               |               |               |               |  |  | Terrain neutre | Terrain neutre | Terrain neutre | Terrain neutre |
|  | 2e               | 2e               | 0                 | 0                 | Terrain du 5e    |                  |               |               |               |               |  |  | Terrain neutre | Terrain neutre | Terrain neutre | Terrain neutre |
|  |                  |                  | Vainqueur Quart A | Vainqueur Quart A | 0                | 0                |               |               |               |               |  |  | Terrain neutre | Terrain neutre | Terrain neutre | Terrain neutre |
|  | 5e               | 5e               | Vainqueur Quart A | Vainqueur Quart A | 0                | 0                | 0             | 0             |               |               |  |  | Terrain neutre | Terrain neutre | Terrain neutre | Terrain neutre |
|  | 5e               | 5e               | Terrain du 3e     |                   |                  |                  | 0             | 0             |               |               |  |  | Terrain neutre | Terrain neutre | Terrain neutre | Terrain neutre |
|  | 6e               | 6e               | 0                 | 0                 |                  |                  |               |               |               |               |  |  | Terrain neutre | Terrain neutre | Terrain neutre | Terrain neutre |
|  | 6e               | 6e               | 0                 | 0                 | Vainqueur Demi A | Vainqueur Demi A | 0             | 0             |               |               |  |  |                |                |                |                |
|  |                  |                  |                   |                   | Vainqueur Demi A | Vainqueur Demi A | 0             | 0             |               |               |  |  |                |                |                |                |
|  |                  |                  | Vainqueur Demi B  | Vainqueur Demi B  | 0                | 0                |               |               |               |               |  |  |                |                |                |                |
|  |                  |                  |                   |                   | 0                | 0                |               |               |               |               |  |  |                |                |                |                |
|  |                  |                  |                   |                   |                  |                  |               |               |               |               |  |  |                |                |                |                |
|  |                  |                  |                   |                   |                  |                  |               |               |               |               |  |  |                |                |                |                |
|  | 3e               | 3e               | 0                 | 0                 |                  |                  |               |               |               |               |  |  |                |                |                |                |
|  | 3e               | 3e               | 0                 | 0                 | Terrain du 4e    |                  |               |               |               |               |  |  |                |                |                |                |
|  |                  |                  | Vainqueur Quart B | Vainqueur Quart B | 0                | 0                |               |               |               |               |  |  |                |                |                |                |
|  | 4e               | 4e               | Vainqueur Quart B | Vainqueur Quart B | 0                | 0                | 0             | 0             |               |               |  |  |                |                |                |                |
|  | 4e               | 4e               |                   |                   |                  |                  |               | 0             |               |               |  |  |                |                |                |                |
|  | 7e               | 7e               | 0                 | 0                 |                  |                  |               |               |               |               |  |  |                |                |                |                |
|  | 7e               | 7e               | 0                 | 0                 |                  |                  |               |               |               |               |  |  |                |                |                |                |
|  |                  |                  |                   |                   |                  |                  |               |               |               |               |  |  |                |                |                |                |

### Générale

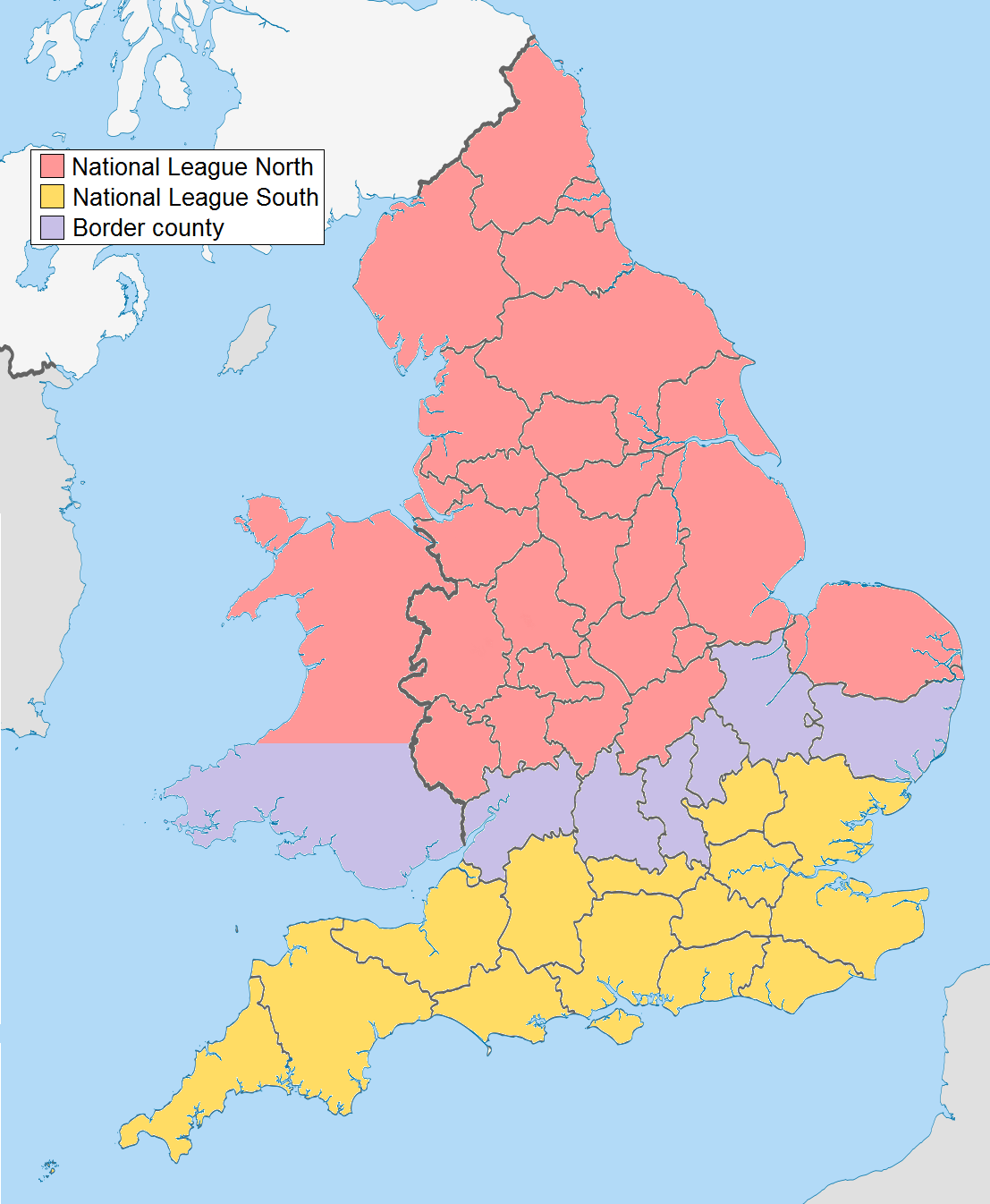
La zone couverte par la National League North est colorée en rouge. Les équipes de la National League North peuvent provenir également de comtés limitrophes de la National League South (violet).

## Palmarès
| Saison    | Champion                                                  | Vainqueur des barrages                                    |
| --------- | --------------------------------------------------------- | --------------------------------------------------------- |
| 2004-2005 | Southport                                                 | Altrincham                                                |
| 2005-2006 | Northwich Victoria                                        | Stafford Rangers                                          |
| 2006-2007 | Droylsden                                                 | Farsley Celtic                                            |
| 2007-2008 | Kettering Town                                            | Barrow                                                    |
| 2008-2009 | Tamworth                                                  | Gateshead                                                 |
| 2009-2010 | Southport (2)                                             | Fleetwood Town                                            |
| 2010-2011 | Alfreton Town                                             | Telford United                                            |
| 2011-2012 | Hyde                                                      | Nuneaton Town                                             |
| 2012-2013 | Chester                                                   | Halifax Town                                              |
| 2013-2014 | Telford United                                            | Altrincham                                                |
| 2014-2015 | Barrow                                                    | Guiseley (en)                                             |
| 2015-2016 | Solihull Moors                                            | North Ferriby United (en)                                 |
| 2016-2017 | AFC Flyde                                                 | Halifax Town                                              |
| 2017-2018 | Salford City                                              | Harrogate Town                                            |
| 2018-2019 | Stockport County                                          | Chorley                                                   |
| 2019-2020 | King's Lynn Town (en)                                     | Altrincham                                                |
| 2020-2021 | Compétition annulée en raison de la pandémie de Covid-19. | Compétition annulée en raison de la pandémie de Covid-19. |
| 2021-2022 | Gateshead                                                 | York City                                                 |
| 2022-2023 | AFC Fylde (2)                                             | Kidderminster Harriers                                    |
| 2023-2024 | Tamworth (2)                                              | Boston Utd                                                |
| 2024-2025 | Brackley Town (1)                                         | Scunthorpe United                                         |